# Johanna Lind
Johanna Karin Lind Bagge (Åtvidaberg, 13 ottobre 1971) è una modella e conduttrice televisiva svedese.
È stata incoronata Miss Svezia 1993 ed ha rappresentato la propria nazione a Miss Universo 1993. Durante Miss Svezia, la Lind riuscì ad avere la meglio su Victoria Silvstedt, che si classificò al secondo posto e che in seguito diventò popolarissima come playmate di Playboy.
Johanna Lind ha studiato economia a Linköping, ed ha lavorato anche come massaggiatrice ed estetista.
Durante il suo regno come Miss Svezia, la Lind fu particolarmente presente sui mass media svedesi, soprattutto per via del proprio coinvolgimento nei preparativi della celebrazione del centenario di Mae West, che cadeva proprio quell'anno.
Dopo l'anno del mandato in qualità di Miss Svezia, Johanna Lind si trasferì a New York per tentare la carriera di modella internazionale. Tornata in Svezia, Johanna Lind ha lavorato come personaggio televisivo e come modella, apparendo in varie campagne promozionali, fra cui quella della Olay.